# Pflanzengummi
Pflanzengummis sind Polysaccharide natürlicher Herkunft, die in der Lage sind, die Viskosität einer Lösung selbst bei geringer Konzentration stark zu erhöhen. In der Nahrungsmittelindustrie werden sie als Verdickungsmittel, Geliermittel und Stabilisatoren verwendet.
Einige Beispiele für Pflanzengummis sind:
- Agar
- Alginsäure
- Alginat
- Carrageen, Geliermittel aus Rotalgen, (E407)
- Chicle, ein früherer Grundstoff für Kaugummi
- Dammar
- Eibisch-Extrakte
- Gellan (E 418, hergestellt durch bakterielle Fermentation)
- Ghatti-Gummi
- Guarkernmehl (Guargummi, E 412)
- Gummi arabicum (E 414)
- Gummi aus Wegerichkernspelze
- Gummi aus Fichtensaft, ein Kaugummi der amerikanischen Ureinwohner
- Johannisbrotkernmehl (E 410)
- Karaya (E 416)
- Kirschgummi → Gummifluss
- Konjakmehl (E 425), aus der Konjakwurzel gewonnen
- Mastix, ein Kaugummi aus dem antiken Griechenland
- Tarakernmehl (E 417)
- Traganth (E 413) aus Astragalus (wissenschaftlichen Name)
- Xanthan (E 415, hergestellt durch bakterielle Fermentation)

## Belege
1. ↑  James N. BeMiller: Gums and Related Polysaccharides. In: Glycoscience. Springer Berlin Heidelberg, Berlin, Heidelberg 2008, ISBN 978-3-540-36154-1, S. 1513–1533, doi:10.1007/978-3-540-30429-6_37 (springer.com [abgerufen am 24. März 2025]).
2. ↑  https://www.fs.usda.gov/wildflowers/ethnobotany/gums.shtml